# Книга
Книгата е печатно произведение с научно или литературно съдържание. Представлява набор от писмени, печатни, илюстрирани или бели листа, изработени от мастило, хартия, пергамент или други материали, подвързани заедно от едната страна. Книгата може да е с меки или твърди корици. Книгите се създават в печатници, а разпространението им се нарича книгоразпространение. Когато текстът или илюстрациите са в електронен формат, се наричат е-книга.
Книгите са произведения с литературно съдържание. В библиотечните и информационни науки една книга се нарича монография, за да се разграничи от серийните периодични издания, като например списания, журнали и вестници. Основата на всички писмени творби, включително и на книгите, е литературата. При романите и при някои други видове книги (например научните трудове) едно произведение може да бъде разделено на няколко части, наричани томове (том 1, том 2, том 3 и т.н.) Запалените читатели на книги се наричат библиофили.
Магазинът за книги се нарича книжарница. Книгите могат да бъдат вземани назаем от библиотеки. С навлизането на компютрите в ежедневието все повече книги се преобразуват в цифров вид и стават по-широко достъпни. Към октомври 2015 г. броят на сканираните книги в Google Books е над 25 милиона, но процесът на сканиране в американските обществени библиотеки се забавя.
През 2010 г. Google оценява броя на публикуваните уникални заглавия на приблизително 130 милиона и заявява, че възнамерява да сканира всички.

## История

### В древността
При създаването на писмеността хората от древните цивилизации пишат върху най-разнообразни повърхности – от камък, глина, дърво, кора и др. Изучаването на историята на писмеността се състои в по-голямата си част от проучването на такива надписи – това е предмет на науката епиграфика. Първата азбука се появява в Египет. Древните египтяни често пишат своите йероглифи върху папирус – листове, изработени от едноименното растение, отглеждано по поречието на река Нил. Първоначално думите не са отделяни една от друга и липсва пунктуация.
Посоката на писане на текст в различните култури варира: пише се от дясно наляво, от ляво надясно, а понякога двете посоки се редуват – „бустрофедон“, което буквално означава „обръщане на вола“ за начина, по който един земеделски производител оре нивите си с волове.

### Глинени плочки
Плочката от глина е сравнително здрав писмен носител, подходящ за ежедневно транспортиране и писане. Глинените плочици (таблички) са равни и сухи (но неизпечени) парчета глина, които лесно може да се обработват с навлажнено острие – т.нар. стилус – и могат да се пренасят. След написването на текста често се изпичали за придаване на допълнителна якост. Използвани са за писане с клиновидно писмо през бронзовата и желязната епохи.
Восъчните плочици са дървени дъски, покрити с достатъчно дебело покритие от восък, върху които знаците също се пишат със стилус. Те били обичайни при обучение, за целите на счетоводството, както и за водене на записки. Имат предимството да се използват многократно: восъкът се разтапя и се получава чиста страница. Обичаят на свързване на няколко навосъчени плочици заедно (на римски pugillares) е ранен предшественик на съвременната книга (т.е. кодекс). Етимологията на думата кодекс (блокче от дърво) подсказва, че води началото си от дървени навосъчени плочици.

### Свитък
Свитъкът е навит на руло папирус, пергамент или хартия. Папирусът е дебел, подобен на хартия материал, получен чрез преплитане на лентички от стъблата на растението папирус, които след това се очукват. Папирусът е използван за писане в Древен Египет най-рано през Първата династия, въпреки че първото доказателство за това идва от счетоводните книги на Нефертити Какаи от Петата династия (около 2400 г. пр.н.е.). Освен папирус са използвани дървена кора от липа и други материали.
Плиний описва технологията за приготвяне на папирус в своята Естествена история (Книга XIII, част XXIII). Според Херодот финикийците пренасят писмеността и папируса в Гърция около X – IX в. пр.н.е. Гръцките думи за папирус като материал за писане (biblion) и книга (biblos) идват от името на финикийския пристанищен град Библос, през който папирусът е изнасян към Гърция. От гръцки произход е и думата том (на гръцки: τόμος – част или том), която се използвала и за свитък папирус. Думата tomus е използвана от римляните със същото значение като думата volumen.
Независимо от материала, свитъците са доминираща форма на книгите в елинската, римската, китайската, еврейската и древномакедонската култури. По-късният формат на книгата като кодекс се налага в римския свят през късната античност, но в Азия формата „книга като свитък“ остава в употреба много по-дълго.

### Кодекс
Исидор Севилски (починал 636 г.) обяснява възникналата връзка между кодекс, книга и свитък в своята Епитомология (VI.13) така: Кодексът е съставен от много книги, а една книга е съставена от един свитък. Той се нарича метафорично кодекс, както стволовете (кодекс) водят началото си от едно дърво или лоза, както ако бяха греди, защото съдържа в себе си множество книги, така да се каже на клонове.
Кодексът (в наше време) е първото хранилище на информация, което съвременните хора биха разпознали като „книга“: листи с еднакъв размер, свързани по някакъв начин, по протежение на един ръб, които са проведени между две корици, направени от някакъв по-здрав материал. Първото писмено споменаване на кодекса като форма на книга е от Марк в неговия Apophoreta CLXXXIV в края на I век, където той хвали неговата компактност. Въпреки това кодексът никога не придобил широка популярност в езическия елинистичен свят, а само в рамките на християнската общност получил широка употреба. Промяната станала постепенно факт през III – IV век както и причините за приемане на кодекса като писмена форма – форматът е по-икономичен, тъй като могат да се използват и двете страни на писмения материал, а и е преносим, лесен за разглеждане и е лесен за скриване. Книгата-кодекс е много по-лесна за четене, за намиране на страницата, която искате, и за прелистване. Християнските автори искали по този начин да се разграничат техните писания от езически и юдейски текстове, написани на свитъци.
След появата на кодекса металните книги изисквали по-малки по размер метални страници, вместо невероятно дългото, постоянно превъртане на металните листове. Освен това книгите можели вече по-лесно да бъдат съхранявани на повече компактни места или рамо до рамо в строга библиотека или търговска площ.
Книгата в познатия ни днес тип кодекс се появява в началото на Средновековието. Тя е съставена от голям брой подобни на тетрадки ко̀ли, подвързани заедно. Първоначално всички са писани на ръка върху обработени животински кожи (пергамент). Това е позволило те да се съхранят дълги години и някои от тях са с голяма ценност. Например Кодекс Гигас е средновековен ръкопис, съхранен до наши дни, който продължава да бъде най-голямата по-размер книга. Създаден е през XIII в. в един бенедиктински манастир в Чехия, а днес се съхранява в националната библиотека в Стокхолм.

### Ръкопис
След падането на Римската империя, през V век последвал и културен упадък. Папирусът станал труднодостъпен поради липса на контакт с Египет, и пергаментът става основен материал за писане.
Манастирите пренесли латинския език в Западната Римска империя. Писателят и учен Касиодор в манастира Вивариум (основан около 540 г.) наблягал на значението да се копират писмените текстове. В книгата си Правила на Свети Бенедикт светецът Св. Бенедикт (завършена около средата на VI век) насърчил четенето на книги. В Правила на Свети Бенедикт (глава XLVIII) се отделят определени часове за четене, което силно повлияло на монашеската култура през Средновековието и е една от причините, поради която духовенството било преобладаващото мнозинство от читатели. Традицията и стилът на Римската империя все още доминирали, но бавно се очертал образът на средновековната книга на културата.
Преди изобретяването и приемането на печатната преса, почти всички книги са преписвани на ръка, което правело книгите скъпи и сравнително редки. По-малките манастири обикновено притежавали само няколко десетки книги, а средно големите – около стотина. Към IX век по-големите колекции съхранявали около 500 тома и дори в края на Средновековието папската библиотека в Авиньон и парижката библиотека на Сорбоната съхранявали само по около 2000 тома.
През Средновековието ръкописните книги са изработвани в специални работилници, наречени скриптории, разположени обичайно в манастирите. Изкуствената светлина била забранена от страх, че може да се повредят ръкописите. Имало пет вида писари:
- Калиграфи, които отговарят за красивото изписване на текста
- Преписвачи, които разглеждат основното производство и кореспонденция
- Коректори, които съпоставяли и сравнявали готовата книга с оригиналния ръкопис
- Художник-илюстратори, които правят илюстрациите
- Рубрикатори, които пишели инициали с червени букви

Изработката на книги бил дълъг и труден процес. Пергаментът трябвало да бъде подготвен, а след това несвързаните страници били изглаждани и разчертавани с нож или молив, след което писарят нанасял текста, като оставял празни места за илюстрации и редакторски бележки. На края книгата била подвързвана от книговезец.
За писане се използват различни видове мастило. Някои от тях са известни още от древността и обикновено се получават от сажди и смола, а по-късно и от шикалки и железен сулфат. Така писменият текст придобива кафеникаво черен цвят, но това не са единствените използвани цветове. Съществуват текстове, написани с червени или дори със златни букви, като илюстрациите са многоцветни. Например при Сребърния кодекс целият пергамент е оцветен в лилаво, а текстът е в златно или сребърно ().
През VII век ирландските монаси въвеждат интервали между отделните думи. Това улеснява много четенето, а те били по-малко запознати с латинския. Въпреки това, използването на интервали между думите не става нещо обичайно чак до XII век. Твърди се, че използването на интервали между думите свидетелства за преход от полугласното четене към четенето наум.
Страниците на първите ръкописни книги били направени от пергамент или велен (телешка кожа). Кориците на книгите били изработени от дърво и облечени с естествена кожа. Тъй като изсушеният пергамент възвръща много бързо формата си отпреди обработката, книгите били снабдявани със закопчалки или каишки. По време на късното Средновековие, когато се появяват обществените библиотеки, чак до XVIII век, книгите често били оковавани към лавиците или писалищата, за да се предотврати кражбата им. Тези оковани книги се наричали libri catenati.
Отначало книгите били преписвани една по една предимно в манастирите. С възхода на университетите през XIII век, културата на ръкописа по онова време довела до увеличаване на търсенето на книги, както и до появата на нова система за копиране на книги. Книгите били разделени на несвързани листа (pecia), които били отдавани на различни преписвачи, така че скоростта на производство на книги значително се увеличила. Тази система се поддържала от светски книгоиздателски гилдии, които произвеждали едновременно книги с религиозна и нерелигиозна тематика.
Юдаизмът е запазил изкуството на писаря живо и до днес. Според еврейската традиция, свитъкът Тора, поставен в синагогата, трябва да е написан ръчно, върху пергамент, така че отпечатана книга е неприемлива, въпреки че вярващите могат да използват отпечатани молитвени книги и печатни копия от Светото писание извън синагогата. Соферът е „писар“, който е високо уважаван член във всяка еврейска общност.

### Тиражиране
За разлика от традиционния метод, когато един писар изготвя само един екземпляр от книгата, за производство на книги в големи количества в средновековния мюсюлмански свят се използва методът „проверка с четене“. Преписването на текста се прави на публични сесии едновременно от много писари, като всеки от тях чете копието си на глас в присъствието на автора, за да се удостовери, че копието е точно. С тази система при едно четене можело да се произведат дузина или повече екземпляра, а с две или повече четения – над сто копия на книгата.
По време на Ислямския златен век (от средата на VIII век до 1258 г.) хората от различни религии (евреи, християни, зороастрийци, мюсюлмани) и етноси (сирийци, копти, персийци, араби и т.н.) в Близкия Изток също създават и подвързват книги, като развиват техниките на ислямска калиграфия, миниатюрите и подвързването. Редица градове в средновековния ислямски свят имат книжни центрове и борси. Акуби (ум. 897 г.) пише, че в Багдад по негово време има над сто книжари. Книжарниците често са разположени около основната джамия, както например в Маракеш, Мароко, където на улица Kutubiyyin (продавачи на книги) се намира и известната джамия Кутубия.

### Отпечатване чрез дървени блокчета
Печатането с дървени блокчета се състои в многократно пренасяне на релефен образ на цяла страница, изсечен върху дърво и напоен с мастило. Този метод е изобретен в Китай по време на династията Хан (220 г.) първоначално като метод за печат върху текстил, а по-късно и върху хартия, и е широко използван в цяла Източна Азия. Най-старата известна печатна книга по този метод е Диамантената сутра (868 г.).
В началото на XIV век този метод е пренесен в Европа под името ксилография и се използва в изкуството. С него се произвеждат книги (известни като блок-книги), карти за игра и религиозни картини. Създаването на цяла книга е трудоемък процес, изискващ ръчно резбоване на блокчета за всяка страница, а те са нетрайни и имат тенденция да се напукват при съхранение в продължение на дълго време. Монасите и хората, които ги изработват, са високо платени.

### Ръчен набор и инкунабула
Китайският изобретател Би Шен създава букви от глина за подвижен набор около 1045 г., но образци от него не са оцелели. Около 1450 г. в Европа независимо от него Йоханес Гутенберг изобретява печатната преса, както и метод за изливане на метални букви с калъп. Буквите могат да се подреждат в думи, редове и страници в специална матрица – т.нар. ръчен набор – и това отваря възможността за отпечатване на множество хартиени копия с една матрица. Това изобретение постепенно прави книгите по-евтини за производство, както и по-широко достъпни.
Старопечатните книги, единичните листове и изображения, създадени преди 1501 г. в Европа, са известни като инкунабули или старопечатни книги. „Един човек, роден през 1453 г., годината на падането на Константинопол, на петдесетата си година е можел да установи, че откакто е роден са отпечатани около осем милиона книги – повече от всички ръкописни книги, налични в Европа, откак Константин е основал града през 330 г.“

### Съвременност
В началото на XIX век в индустрията навлиза парната машина. Печатните машини, задвижвани с пара, можели да разпечатват 1100 листа на час, но в същото време словослагателите, които композирали текста на ръка, успявали да наберат само 2000 букви на час. Това ограничение обяснява малкия брой страници на тогавашните вестници (най-много 8 страници). В края на века са въведени Линотипните и Монотипните наборни машини, при които буквите или цели редове се изливат в самия процес на набора от течно олово и с които можело да се наберат повече от 6000 букви на час. Те се използват широко при печата на вестници, списания и афиши до 1970-те и 1980-те години. Към средата на XX век производството на книги в Европа надхвърля 200 000 заглавия годишно.
Освен навлизане на нововъведения за подобряване на полиграфическия процес, развитие търпят и условията за създаване на съдържание – нараства свободата на печата, като постепенното са премахнати ограничителните закони за цензура. Все по-голямо значение придобиват въпросите относно интелектуалната собственост и авторското право.

## Съвременно книгопроизводство
Методите за отпечатване и подвързване на книги от XV век до началото на XX век в основата си остават непроменени. Печатницата на 1900 г. има много общо с онази от времето на Гутенберг, въпреки внедрената механизация.
Изобретението на Гутенберг се състои в използването на подвижни букви от метал, сглобени в думи, редове и страници, които след това се отпечатват в множество хартиени копия с ръчна преса за висок печат.
Съвременните хартиени книги се отпечатват на специална хартия. Традиционно книжната хартия е бяла или мръсно-бяла (по-лесно се чете) и е непрозрачна (за свеждане до минимум прозирането на текст от едната страна на страницата върху другата). В зависимост от вида на книгата се използва хартия с различно качество: промазана (машинно гланцирана хартия с покритие) непромазана хартия (офсетна) хартия, хартия със или без съдържание на дървесна маса, са основните видове.
Днес повечето книги се отпечатват чрез офсетов печат. На един печатен лист се събират много книжни страници, но те се подреждат така, че след като печатният лист се прегъне, страниците да са подредени в правилната последователност. Книгите се произвеждат в няколко стандартни размери, които обикновено се посочват като „краен размер“: размерът на страницата след като печатният лист е сгънат и нарязан. Стандартните книжни размери са свързани с размера на печатния лист (следователно с размера на печатната машина) и са наложени в индустрията от 200 или 300 години. В целия англоговорещ свят преобладават британските конвенции в тази област, с изключение на САЩ. Европейското производство на книги също работи с различен набор от стандарти.

## Библиотека
Съвкупността от много книги в една стая, дом, учреждение и т.н. се нарича библиотека. Обикновено това е названието както на самите дървени рафтове или помещението с книги, така и на „колекцията от книги“ или като цяло, или в по-абстрактен смисъл като например „лична библиотека“. Такива лични колекции за първи път се появяват още в класическа Гърция обикновено в домовете на онези, които са можели да си го позволят, но тези библиотеки, освен лични, са могли да бъдат и публични, тоест на разположение на онези, които биха искали да ги прочетат. Всъщност тези лични, но в същото време публични библиотеки, са предшественици на днешните обществени библиотеки.
Когато колекцията от книги се събира, съхранява, картотекира и т.н. от държавата, учебно заведение или друга организация, това е библиотека в институционален смисъл.

### Фотокнига
Фотокнигата е съвременен фотоалбум, отпечатана книга със снимки и текст, обикновено в единичен екземпляр, за лична употреба.

### е-книга (електронна книга, еКнига)
Разликите на електронната книга спрямо печатната са както по отношение на представянето на текста, така и на формата за достъп до него. Текстът се представя в електронен формат (във вид на файл). Достъпът до него може да бъде от:
- компютър;
- компютърна мрежа
- мобилно електронно устройство – четец.
- таблет – с различни операционни системи (iPad (iOS), андроид устройства, BlackBerry, Windows 7)

За изработката на мобилните електронни четци се разработват специални технологии, които улесняват четенето:
- електронна хартия
- електронна книга

Всички устройства, които не са създадени специално и само за четене на електронни книги, трябва да имат инсталиран софтуер, който позволява отварянето на файловете – електронни книги.
DRM (Digital Rights Management) е технология, която да се грижи за правата за достъп до файловете. Целта му е да се ограничи употребата на файловете само до хората, които са платили за това. Под този термин съществуват много различни технологии. Придобилата най-широка употреба сред електронните книги е тази на фирмата Adobe. Тя е широко използвана в бизнеса с електронни книги по целия свят. Когато потребител закупи книга, файлът, който се подава към него, се криптира индивидуално и когато се отвори на първото устройство, идентифициращо се с Adobe ID и парола, файлът се заключва, за да може да бъде отварян само на устройства със същото Adobe ID. Системата за криптиране може да разрешава отварянето на електронна книга на 1 до 6 устройства, както и да контролира правата за отпечатване и копиране на части от текста.
Употребата на DRM в цял свят е силно дискусионна и има своите големи привърженици и противници. Най-често аргументите са, че когато потребител закупува книга, DRM нарушава неговите права да я притежава и ограничава гъвкавостта на употребата ѝ.
Опити за разбиването на DRM се правят от самото му създаване. Той вече е разбиван.